# Erromenus punctatus
Erromenus punctatus är en stekelart som först beskrevs av Woldstedt 1878.  Erromenus punctatus ingår i släktet Erromenus och familjen brokparasitsteklar. Arten är reproducerande i Sverige. Inga underarter finns listade i Catalogue of Life.